# Almighty So
Almighty So è il nono mixtape del rapper statunitense Chief Keef, pubblicato il 12 ottobre 2013 dall'etichetta discografica GBE.

## Tracce
1. Almighty So Intto – 1:38
2. Sucka – 4:49
3. Ape Shit – 2:02
4. Hunchoz – 1:56
5. In Love With The Gwob – 1:57
6. Young Rambos – 2:33
7. Blew My High – 2:36
8. Me – 3:30
9. Self – 3:09
10. Nice – 2:24
11. Salty – 2:50
12. Woulda Coulda – 1:58
13. I Kno – 2:26
14. Baby What's Wrong With You – 2:48
15. Yesterday – 2:00